# ده‌نو (راین)
ده‌نو روستایی در دهستان حسین‌آباد گروه بخش راین شهرستان کرمان استان کرمان ایران است.

## جمعیت
بر پایه سرشماری عمومی نفوس و مسکن در سال ۱۳۹۵ این روستا بدون جمعیت بوده‌است.